# Calvin Ramsay
Calvin Ramsay, né le 31 juillet 2003 à Aberdeen en Écosse, est un footballeur écossais qui évolue au poste de latéral droit au Liverpool FC.

## Biographie

### Aberdeen
Après avoir progressé dans les rangs des jeunes à Aberdeen, Ramsay a fait ses débuts en tant que remplaçant en fin de match contre Dundee United en mars 2020, sous la direction du manager intérimaire Paul Sheerin. Ramsay a ensuite fait cinq autres apparitions lors de sa première saison avec l'équipe senior. Il a fait ses débuts européens avec le club contre l’équipe suédoise BK Häcken en juillet 2021 lors d'un match de qualification pour la UEFA Conference League. Il a débuté au poste d'arrière droit lors de la victoire 5-1 et a pu faire sa première passe décisive. Ramsay remporte le trophée individuel du meilleur jeune joueur de l’année en Écosse.

### Liverpool
Il est vendu à Liverpool en juin 2022 pour un montant initial de 4,9 millions d’euros, ce qui représentait une vente record pour le club d'Aberdeen. En  2024, Le défenseur de Liverpool  a accepté un prêt à Wigan Athletic pour la saison 2024-2025.

## Statistiques

### Statistiques détaillées
| Saison                | Club                  | Championnat           | Championnat | Championnat | Championnat | Coupe nationale | Coupe nationale | Coupe nationale | Coupe de la Ligue | Coupe de la Ligue | Coupe de la Ligue | Supercoupe | Supercoupe | Supercoupe | Compétition(s) continentale(s) | Compétition(s) continentale(s) | Compétition(s) continentale(s) | Compétition(s) continentale(s) | Écosse | Écosse | Écosse | Total | Total | Total |
| Saison                | Club                  | Division              | M.          | B.          | P.d.        | M.              | B.              | P.d.            | M.                | B.                | P.d.              | M.         | B.         | P.d.       | Comp.                          | M.                             | B.                             | P.d.                           | M.     | B.     | P.d.   | M.    | B.    | P.d.  |
| 2020-2021             | Aberdeen FC           | Scottish Premiership  | 4           | 0           | 0           | 2               | 0               | 0               | -                 | -                 | -                 | -          | -          | -          | -                              | -                              | -                              | -                              | -      | -      | -      | 6     | 0     | 0     |
| 2021-2022             | Aberdeen FC           | Scottish Premiership  | 24          | 1           | 5           | 2               | 0               | 0               | 1                 | 0                 | 0                 | -          | -          | -          | C4                             | 6                              | 0                              | 4                              | -      | -      | -      | 33    | 1     | 9     |
| Sous-total            | Sous-total            | Sous-total            | 28          | 1           | 5           | 4               | 0               | 0               | 1                 | 0                 | 0                 | -          | -          | -          | -                              | 6                              | 0                              | 4                              | -      | -      | -      | 39    | 1     | 9     |
| 2022-2023             | Liverpool FC          | Premier League        | -           | -           | -           | -               | -               | -               | 1                 | 0                 | 0                 | -          | -          | -          | C1                             | 1                              | 0                              | 0                              | 1      | 0      | 0      | 3     | 0     | 0     |
| 2023-2024             | Preston North End     | Championship          | 2           | 0           | 0           | -               | -               | -               | -                 | -                 | -                 | -          | -          | -          | -                              | -                              | -                              | -                              | -      | -      | -      | 2     | 0     | 0     |
| 2023-2024             | Bolton Wanderers      | League One            | 3           | 0           | 0           | -               | -               | -               | 1                 | 0                 | 0                 | -          | -          | -          | -                              | -                              | -                              | -                              | -      | -      | -      | 4     | 0     | 0     |
| 2024-2025             | Wigan Athletic        | League One            | 8           | 0           | 0           | 1               | 0               | 0               | 3                 | 0                 | 0                 | -          | -          | -          | -                              | -                              | -                              | -                              | -      | -      | -      | 12    | 0     | 0     |
| 2024-2025             | Kilmarnock FC         | Scottish Premiership  | 1           | 0           | 0           | -               | -               | -               | -                 | -                 | -                 | -          | -          | -          | -                              | -                              | -                              | -                              | -      | -      | -      | 1     | 0     | 0     |
| Total sur la carrière | Total sur la carrière | Total sur la carrière | 42          | 1           | 5           | 5               | 0               | 0               | 6                 | 0                 | 0                 | -          | -          | -          | -                              | 7                              | 0                              | 4                              | 1      | 0      | 0      | 61    | 1     | 9     |